# اتلبروک
اتلبروک یا اتلبرِک (به لوکزامبورگی: Ettelbréck) یک شهرداری در استان دیکریش کشور دوک‌نشین لوکزامبورگ است که ۳۰٫۸۶ کیلومترمربع مساحت دارد و جمعیت آن در سال ۲۰۱۱ میلادی ۷۸۳۷ نفر بوده‌است.

## بخش‌ها
این شهرداری ۳ بخش یا زیرمجموعه دارد که عبارتند از:
- اتلبروک (Ettelbruck) مرکز
- گرنتسینگن (Grentzingen)
- وارکن (Warken)

## تاریخچه جمعیت
تاریخچه رشد جمعیت این شهرداری در جدول زیر آمده‌است  :
| سال  | جمعیت |
| ---- | ----- |
| ۱۸۲۱ | ۱۶۸۱  |
| ۱۸۵۱ | ۲۶۹۹  |
| ۱۸۸۰ | ۳۷۸۹  |
| ۱۹۱۰ | ۴۱۷۳  |
| ۱۹۳۵ | ۴۶۰۶  |
| ۱۹۴۷ | ۴۴۵۲  |
| ۱۹۶۰ | ۵۱۰۱  |
| ۱۹۷۰ | ۵۹۹۰  |
| ۱۹۸۱ | ۶۴۵۴  |
| ۱۹۹۱ | ۶۵۵۲  |
| ۲۰۰۱ | ۷۳۴۴  |
| ۲۰۰۴ | ۷۳۶۳  |
| ۲۰۰۷ | ۷۵۰۴  |
| ۲۰۱۰ | ۷۷۰۰  |
| ۲۰۱۱ | ۷۸۳۷  |